# Czechowice-Dziedzice (stacja kolejowa)
Czechowice-Dziedzice – stacja kolejowa w Czechowicach-Dziedzicach, w województwie śląskim, w Polsce. Znajduje się na wysokości 257 m n.p.m..

## Historia

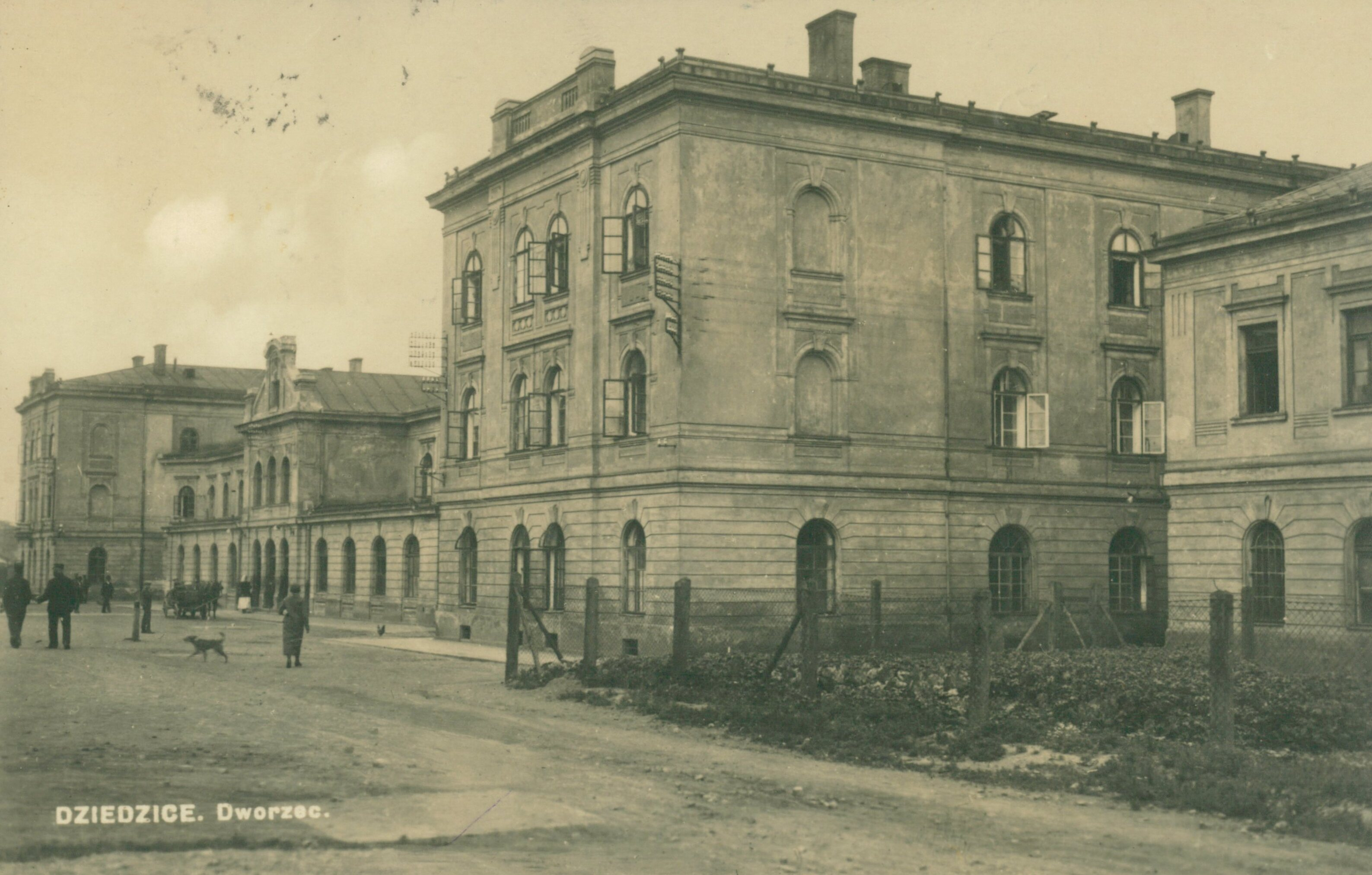
Widok dworca przed 1939

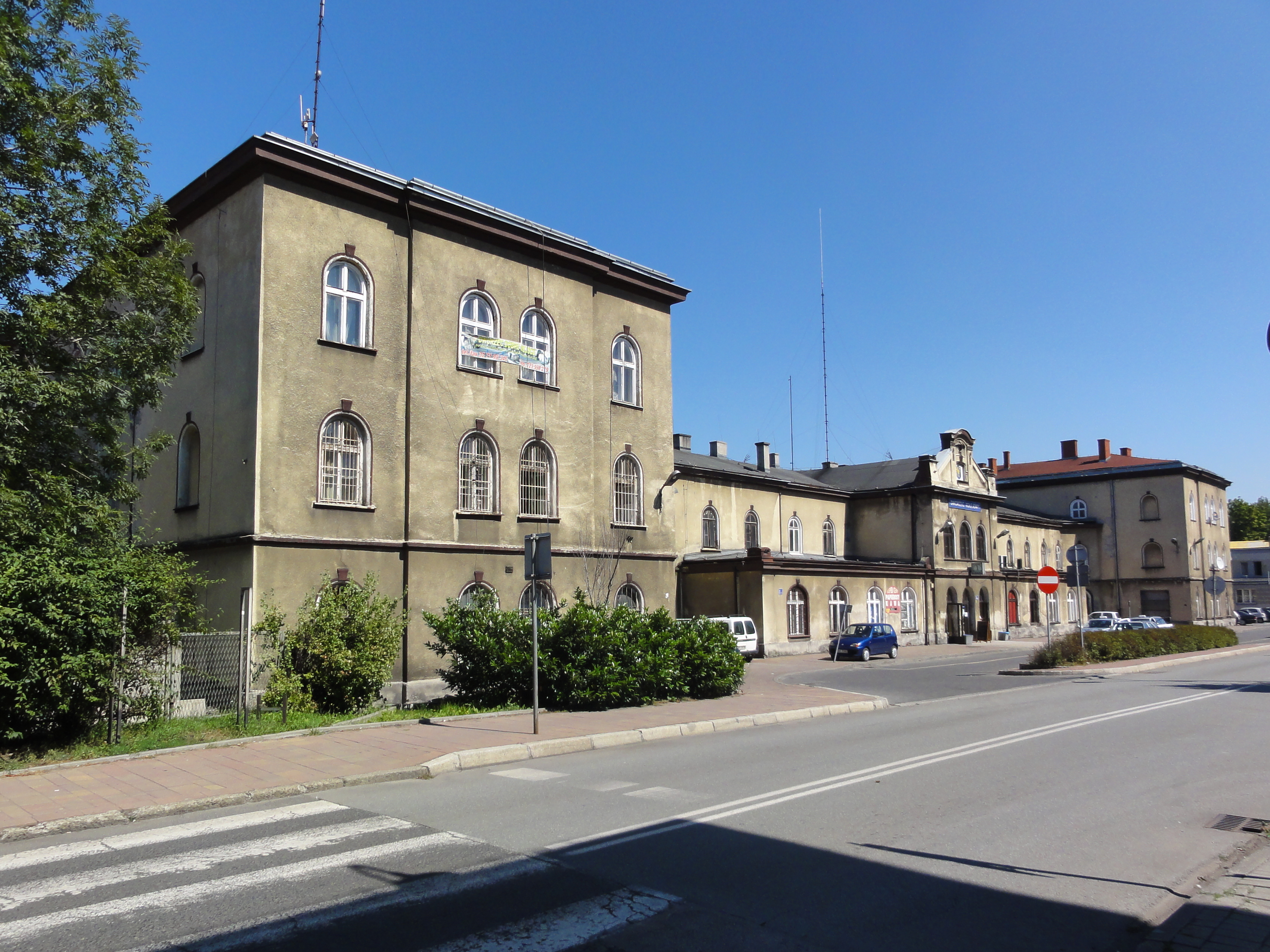
Wygląd budynku dworcowego w 2012, gdy pozbawiony był historycznych zdobień elewacji (zrekonstruowanych w 2024)

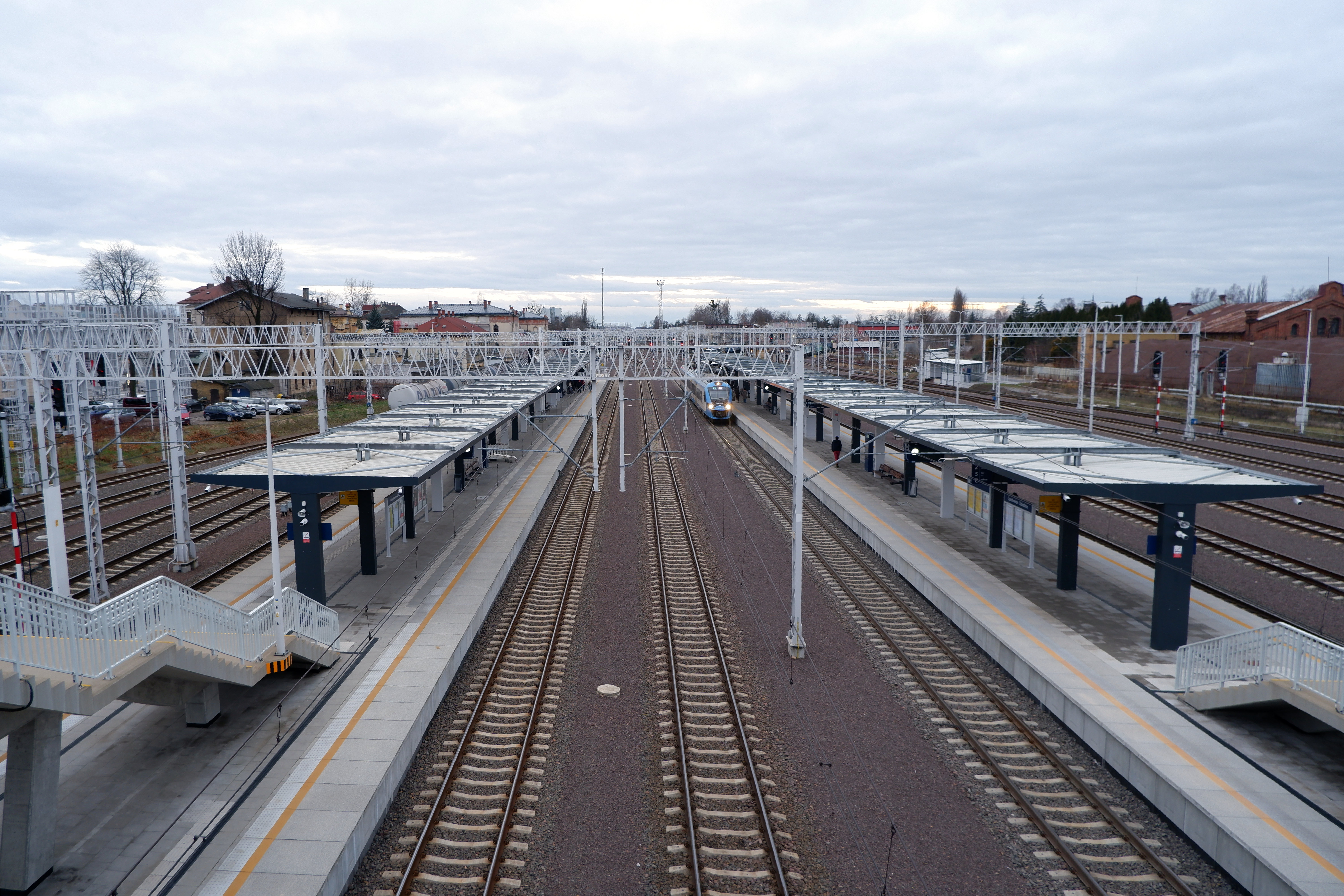
Widok na perony z wiaduktu w ciągu ul. Traugutta

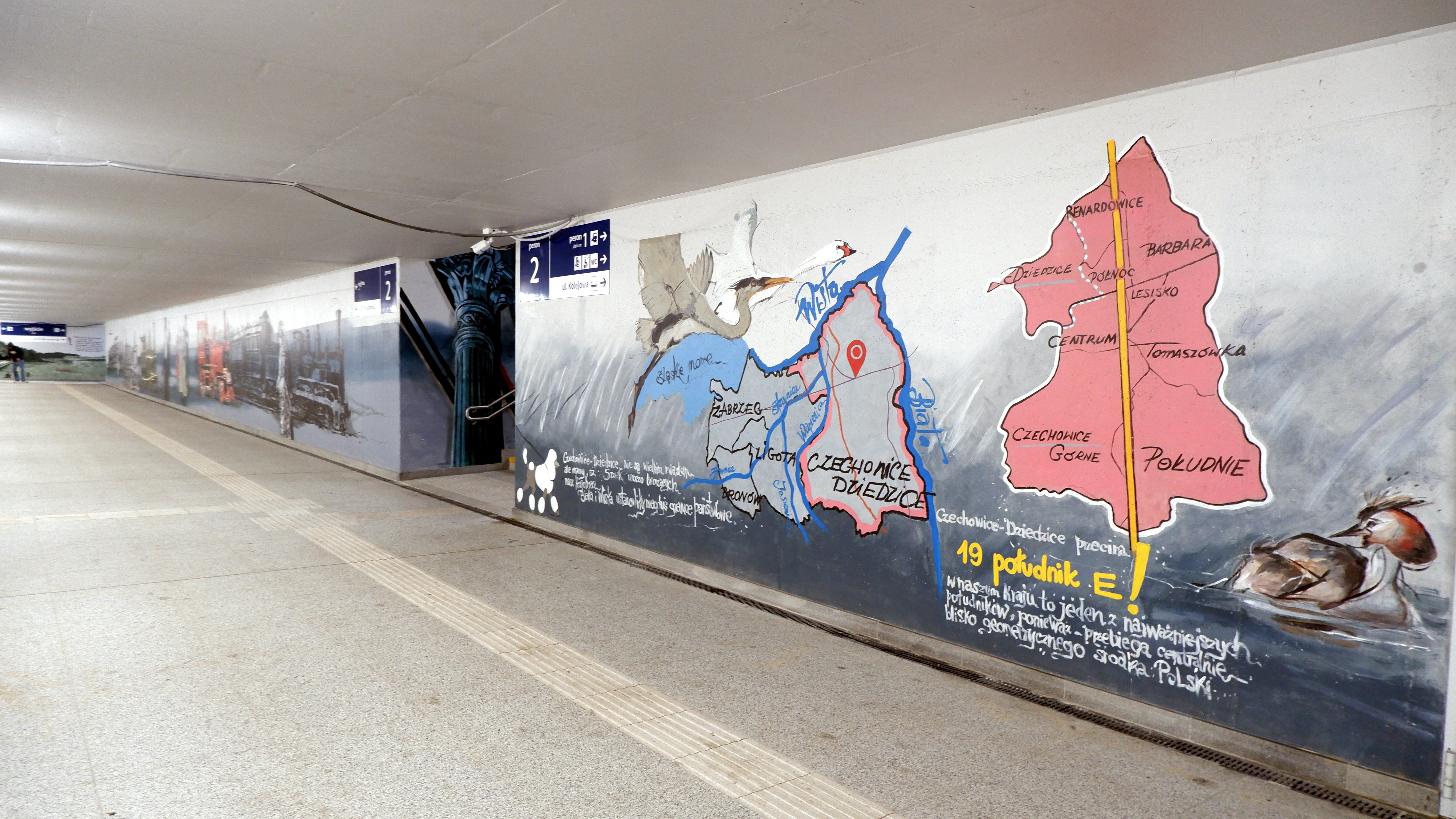
Przejście podziemne z muralami o tematyce lokalnej

Dworzec kolejowy początkowo planowano zbudować we wsi Zabrzeg, lecz budowie dworca sprzeciwiły się władze, argumentując możliwym brakiem pracowników w gospodarstwach. Dworzec kolejowy w 1855 roku wybudowano w Dziedzicach na odcinku Bogumin – Dziedzice austriackiej Kolei Północnej. Stacja posiada dwa perony z zadaszeniem. Charakterystyczny styl budynku jest niemal identyczny z budynkiem starego dworca w Bielsku, który wzniesiono w tym samym okresie. Rok wcześniej została wybudowana parowozownia.
W środę 2 maja 1923 roku o godz. 7:25 na dworcu kolejowym w Dziedzicach generał Kazimierz Sosnkowski w imieniu Rady Ministrów przywitał francuskiego marszałka Ferdinanda Focha, przybywającego z wizytą do Polski, oraz wręczył mu dekret mianowania marszałkiem Polski i marszałkowską buławę.
W 1942 roku w nastawni dysponującej oraz trzech nastawniach wykonawczych zamontowano urządzenia elektromechaniczne firmy Scheidt & Bachmann.
Na stacji w 1945 roku doszło do potyczki pomiędzy polskimi funkcjonariuszami SOK a sowieckimi czerwonoarmistami, którzy napadli na skład z żywnością z United Nations Relief and Rehabilitation Administration.
W latach 1945–1949 w budynku dworca funkcjonował Specjalny Punkt Etapowy Zachodni, przez który przewinęło się blisko 500 tysięcy osób, głównie z amerykańskiej strefy okupacyjnej Niemiec i Austrii oraz Włoch.
Elektryfikacja stacji kolejowej Czechowice-Dziedzice miała miejsce w latach 60. XX wieku. Pierwszy pociąg elektryczny wjechał na stację 29 kwietnia 1964 roku; była to jednostka ED70-01, często wykorzystywana podczas inauguracji nowych odcinków zelektryfikowanych linii kolejowych w tamtym okresie. 4 grudnia 1971 roku zakończono elektryfikację ciągu Kraków – Spytkowice – Oświęcim – Czechowice-Dziedzice.
24 czerwca 2009 roku stacja została zalana wskutek ulewnych deszczów nad południową częścią województwa śląskiego. 5 kwietnia 2011 roku doszło do wykolejenia składu towarowego, co skutkowało uszkodzeniem torowiska oraz zadaszenia nad peronem pierwszym. 2 sierpnia 2013 roku dworzec został wpisany do rejestru zabytków.
W październiku 2019 podpisano umowę na remont generalny stacji wraz ze szlakiem do przystanków Goczałkowice Zdrój i Zabrzeg.
Przebudowa stacji kolejowej w Czechowicach-Dziedzicach rozpoczęła się początkiem kwietnia 2020 roku za ponad 1,4 miliarda złotych. 18 kwietnia 2020 PKP podpisały z pracownią architektoniczną GPVT umowę na opracowanie projektu remontu dworca. 29 września 2022 roku PKP wybrały wykonawcę przebudowy dworca, a 14 października 2022 roku rozpoczęła się sama przebudowa. Końcem stycznia 2024 zakończyła się modernizacja węzła kolejowego wraz z modernizacją stacji kolejowej.

## Infrastruktura
Stacja posiada dwa perony wybudowane podczas modernizacji węzła; wcześniej stacja posiadała 3 perony. Perony posiadają zadaszenie oraz wyposażone są w wyświetlacze elektroniczne i urządzenia nagłaśniające.
Szczegółowy wykaz wszystkich peronów na stacji znajduje się w poniższej tabeli:
| Nr peronu | Rodzaj               | Wysokość [m] | Długość [m] | Długość [m]  | Nr toru     | Nr toru      | Architektura                                                  | Dojścia                       |
| Nr peronu | Rodzaj               | Wysokość [m] | strona lewa | strona prawa | strona lewa | strona prawa | Architektura                                                  | Dojścia                       |
| --------- | -------------------- | ------------ | ----------- | ------------ | ----------- | ------------ | ------------------------------------------------------------- | ----------------------------- |
| 1         | peron wyspowy wysoki | 0,76         | 372         | 300          | 1           | 2            | zadaszenie, ławki, winda, nagłośnienie, tablice elektroniczne | z dworca pod torami, schodami |
| 2         | peron wyspowy wysoki | 0,76         | 400         | 400          | 7           | 5            | zadaszenie, ławki, winda, nagłośnienie, tablice elektroniczne | z dworca pod torami, schodami |

## Linie kolejowe
Przez stację przebiegają linie kolejowe 93, 139 (obie wykorzystywane w ruchu pasażerskim) oraz 693.

## Ruch pasażerski
| Rok  | Wymiana pasażerska na dobę |
| ---- | -------------------------- |
| 2017 | 1 100                      |
| 2018 | 1 100                      |
| 2019 | 1 400                      |
| 2020 | 1 100                      |
| 2021 | 700-999                    |
| 2022 | 1 200                      |
| 2023 | 1 300                      |

### Pociągi regionalne
Czechowice-Dziedzice są stacją początkową i końcową pociągów łączących województwo śląskie z małopolskim. W rozkładzie jazdy 2024/2025 stacja obsługiwała pociągi osobowe relacji Katowice – Zwardoń (S5), Czechowice-Dziedzice – Cieszyn (S61) i Gliwice – Zwardoń (S75) obsługiwane przez Koleje Śląskie oraz pociągi w kierunku województwa małopolskiego obsługiwane przez Polregio.

### Pociągi dalekobieżne
Ze stacji odjeżdżają pociągi dalekobieżne (Express InterCity Premium, Express InterCity, InterCity i TLK) obsługiwane przez PKP Intercity i nocne pociągi RegioJet.